# C反応性蛋白
C反応性蛋白（シーはんのうせいたんぱく、英: C-reactive protein、CRPと略称される）は、環状の5量体タンパク質であり、体内で炎症反応や組織の破壊が起きているときに血中に現れる。急性期反応タンパクの一つ。肺炎球菌のC多糖体と結合するためこの名がある。CRPはマクロファージとT細胞からのIL-6の分泌により、肝臓と脂肪細胞から分泌される。CRPは、死細胞や細菌表面のリゾフォスファチジルコリンに結合し、C1qを介して補体の古典的経路を活性化し、細菌の溶菌・凝集に関与する。

## 診断的意義
CRPの産生量は炎症反応の強さに相関するため、血清中のCRPを定量して炎症反応の指標とすることができる。すなわち炎症が強いほど血清CRP値は高くなる。日本においては血液検査においてごく一般的に計測される。細菌感染では上昇しやすく、ウイルス感染ではアデノウイルスなど一部のウイルス以外ではインフルエンザウイルスのように強い発熱を発症するものでも上昇は軽微である。つまり、通常の感冒では上昇しないことが多い。
同様の疾患で同程度の重症度の場合でも、CRPの上昇の程度には大きな個人差がある。そのため、CRPを標準値や他の患者の値と比較することはあまり有意義ではなく、一人の患者の経過を観察するために有用な指標といえる。
また、細菌性感染の炎症開始から6時間程度は上昇せず、反応が遅いので、炎症早期の指標としては白血球の左方移動、白血球数増加の方が有用である。日本以外では炎症の指標として一般的に用いられることはなく、英語論文における炎症や感染症の指標はもっぱら白血球に依存しているが、最近では心疾患で測定されることがある。

### 基準値
- 正常範囲 0.3 mg/dL 以下
- 軽い炎症などが検討される範囲 0.4〜0.9
- 中程度の炎症などが検討される範囲 1.0〜2.0
- 中程度以上の炎症などが検討される範囲 2.0〜15.0
- 重体な疾患の発症の可能性が検討される範囲 15.0〜20.0

### 高値を示す疾患
- 感染症（細菌性・一部のウイルス性など）
- 自己免疫疾患（関節リウマチ, リウマチ性多発筋痛症, 成人スティル病など）
- 悪性腫瘍
- 外傷
- 心筋梗塞　狭心症では数値はさほど上がらないとされる。
- その他、炎症を起こす疾患（胃炎・腸炎など）。

炎症反応の指標としては他に、赤血球沈降速度なども用いられる。

## 高感度CRP
従来のCRP測定法には免疫比濁法（英: turbidimetric immunoassay; TIA）が用いられており、検出感度は0.1 mg/dL 程度であったが、ラテックス凝集法（英: latex agglutination assay）では検出感度が上昇し 0.01 mg/dL 単位で測定可能となり、高感度CRP（hrCRP）と呼ばれている。
高感度CRPにて測定できる微量なCRPは心血管疾患のリスク評価におけるLDL-Cパラドックスと関連し、急性心筋梗塞発症と血中LDL-C濃度とのU字状相関は hrCRP≥0.3 mg/dL の症例群で見られるが、hrCRP<0.3 mg/dL 症例群では見られず単調増加する。

## 研究
- ビタミンC投与でCRP値が低下するとの報告がある[5][6]
- マグネシウムの摂取量とCRP値には逆相関の関係があるとの調査研究がある[7]